# Jacqueline Ghevaert-Croquet
Jacqueline Annie Louise Ghevaert, née Croquet à Jemappes, le 7 février 1955 est une femme politique belge francophone, membre du Mouvement Réformateur.
Elle est régente en français, histoire-latin (1972-1975); professeur à l’Institut secondaire des Ursulines (1975-1984); présidente des Jeunes Femmes libérales de Wallonie et de Bruxelles (1977-1983); membre du bureau wallon et francophone des Jeunes libéraux (1978-1982).

## Carrière politique
- conseillère communale de Mons (1983-2000)
- députée (1984-1985)
- membre du Conseil régional wallon (1984-1985)